# São João de Meriti
São João de Meriti es un municipio brasileño del estado de Río de Janeiro. Se localiza a una latitud de 22º48'14" sur y a una longitud de 43º22'20" oeste, estando a una altitud de 19 metros sobre el nivel del mar. Su población estimada en el año 2006 era de 466.996 habitantes, en una superficie de 34 km².
El municipio es conocido como "el hormiguero de las Américas", ya que su densidad demográfica (número de habitantes dividido la superficie) es una de las más altas del continente.

## Historia
Las tierras que hoy conocemos como São João de Meriti, atravesadas por los ríos Sarapuí, Meriti y Pavuna, anteriormente conocidas como Freguesia de Meriti, correspondían, en los siglos XVII y XVIII, a un territorio compuesto por fincas y capillas religiosas. En aquella época, la región era un importante productor de maíz, yuca, frijol y azúcar.
En 1833, la aldea de Merity pasó a formar parte de la aldea de Iguaçu y más tarde de Maxabomba, actual Nova Iguaçu. Junto con Vila da Estrela, Vila Inhomirim, Nuestra Señora del Pilar, Nuestra Señora de la Concepción de Marapicu y Santo Antônio de Jacutinga, fueron las parroquias más antiguas de Vila Iguaçu, hoy Nova Iguaçu, y en 1947 se creó el municipio de São João de Meriti.

## Organización territorial
São João de Meriti es administrativamente dividido en 21 bairros (barrios) y 3 distritos.
| Bairros            |
| ------------------ |
| Agostinho Porto    |
| Centro             |
| Coelho da Rocha    |
| Éden               |
| Engenheiro Belford |
| Grande Rio         |
| Jardim Meriti      |
| Jardim Metrópole   |
| Jardim Sumaré      |
| Parque Alian       |
| Parque Analândia   |
| Parque Araruama    |
| Parque Novo Rio    |
| Parque Tietê       |
| São Mateus         |
| Tomazinho          |
| Venda Velha        |
| Vila Norma         |
| Vila Rosali        |
| Vilar dos Teles    |
| Vilar Tiradentes   |

| Distritos          |
| ------------------ |
| Coelho da Rocha    |
| São João de Meriti |
| São Mateus         |